# Kate Drummond

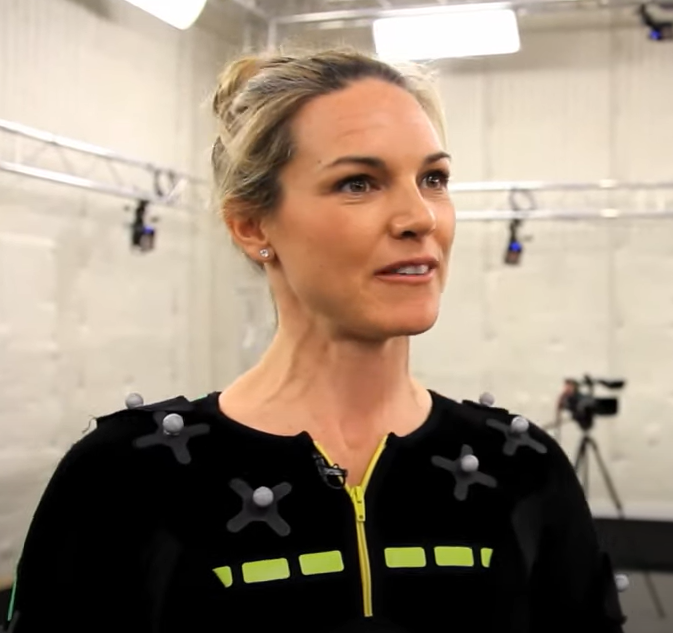
Kate Drummond (2013)

Kate Drummond (* 21. Oktober 1975 in Woodstock, Ontario) ist eine kanadische Schauspielerin, Filmproduzentin, Synchronsprecherin und Lehrerin.

## Leben
Kate Drummond wurde am 21. Oktober 1975 in Woodstock als Tochter eines Polizisten und einer Molkereiarbeiterin geboren. Sie besuchte die St. Patrick’s High School in Sarnia. Anschließend studierte sie an der McMaster University in Hamilton die Fächer Bewegungswissenschaft und Pädagogik und erhielt 1998 ihren Bachelor of Fine Arts. Sie arbeitete als Lehrerin für das Ottawa Catholic School Board bevor sie ihren ersten Schauspielkurs besuchte. Während dieser Zeit war sie als Theaterschauspielerin tätig und entschied ab 2006, Filmschauspielerin zu werden.
Sie gab ihr Filmschauspieldebüt 2006 in den Fernsehfilmen Proof of Lies und The Rival. 2007 folgten Besetzungen in den Fernsehfilmen Demons from Her Past, Like Mother, Like Daughter und Custody – Kampf ohne Gewinner. 2013 war sie im Fernseh-Zweiteiler CAT. 8 – Wenn die Erde verglüht… in der Rolle der Beverly Hillcroft zu sehen. Von 2016 bis 2017 stellte sie die Rolle der Agent Lucado in sieben Episoden der Fernsehserie Wynonna Earp dar. Seit 2021 wirkt sie in der Fernsehserie Vier Freunde und die Geisterhand mit und übernahm die Rolle des Coach Edwards im Film Die Novizin.

## Filmografie (Auswahl)

### Schauspiel
- 2006: Proof of Lies (Fernsehfilm)
- 2006: The Rival (Fernsehfilm)
- 2007: Demons from Her Past (Fernsehfilm)
- 2007: Like Mother, Like Daughter (Fernsehfilm)
- 2007: Custody – Kampf ohne Gewinner (Custody, Fernsehfilm)
- 2007: Breathe (Kurzfilm)
- 2008: Scrambled (Kurzfilm)
- 2009: My Neighbor's Secret (Fernsehfilm)
- 2009: Death Rally (Kurzfilm)
- 2010: Verführt (The Perfect Teacher, Fernsehfilm)
- 2010: The Kate Logan Affair
- 2011: No Surrender (Fernsehfilm)
- 2011: Metal Tornado (Fernsehfilm)
- 2011: Sweet Tarts Takeaway (Fernsehserie, 8 Episoden)
- 2012: Running Girl (Fugitive at 17, Fernsehfilm)
- 2012: House at the End of the Street
- 2013: Being Human (Fernsehserie, Episode 3x01)
- 2013: CAT. 8 – Wenn die Erde verglüht… (CAT. 8, Fernsehfilm)
- 2013: 2013: A Sister's Revenge (Fernsehfilm)
- 2013: Covert Affairs (Fernsehserie, Episode 4x02)
- 2013: Gibraltar
- 2013: Clara’s Deadly Secret (Fernsehfilm)
- 2014: Beauty and the Beast (Fernsehserie, Episode 2x18)
- 2014: An Apartment (Kurzfilm)
- 2015: Good Witch (Fernsehserie, Episode 1x03)
- 2015: Dealer Incentives (Kurzfilm)
- 2015: Open House (Kurzfilm)
- 2015: Raum (Room)
- 2015: Lead with Your Heart (Fernsehfilm)
- 2015: Working Mom (Kurzfilm)
- 2016: Damien (Fernsehserie, Episode 1x05)
- 2016: Degrassi: Die nächste Klasse (Degrassi: Next Class, Fernsehserie, Episode 2x02)
- 2016: Flower Shop Mysteries (Miniserie, 3 Episoden)
- 2016: 5 Films About Technology (Kurzfilm)
- 2016: Out There (Kurzfilm)
- 2016: Offbeat (Kurzfilm)
- 2016: It's About Time (Kurzfilm)
- 2016–2017: Wynonna Earp (Fernsehserie, 7 Episoden)
- 2017: Love on Ice (Fernsehfilm)
- 2017: Saving Hope (Fernsehserie, Episode 5x05)
- 2017: Adam's Testament
- 2017: Dark Matter (Fernsehserie, Episode 3x11)
- 2017: County Time (Kurzfilm)
- 2017–2022: Heartland – Paradies für Pferde (Heartland, Fernsehserie, 5 Episoden)
- 2018: Frat Pack
- 2018: A Quiet Moment (Kurzfilm)
- 2019: Nowhere (Fernsehfilm)
- 2019: First Person (Fernsehserie)
- 2019: Trapped: The Alex Cooper Story (Fernsehfilm)
- 2019: The Last of Ian Campbell (Kurzfilm)
- 2020: Utopia Falls (Fernsehserie, 10 Episoden)
- 2020: Pretty Cheaters, Deadly Lies (Fernsehfilm)
- 2021: Vier Freunde und die Geisterhand (Ghostwriter, Fernsehserie, 2 Episoden)
- 2021: Die Novizin (The Novice)
- 2021: Deadly Secrets (Fernsehfilm)
- 2022: The Man from Toronto
- 2022: Memorial Hospital – Die Tage nach Hurrikan Katrina (Five Days at Memorial, Miniserie, Episode 1x05)
- 2022: High School (Fernsehserie, 2 Episoden)
- 2023: Christmas Island (Fernsehfilm)
- 2024: My Son's Deception (Fernsehfilm)
- 2024: To Have and to Holiday (Fernsehfilm)

### Produktion
- 2015: Dealer Incentives (Kurzfilm)
- 2016: Go Fish (auch Regie und Drehbuch)
- 2018: A Quiet Moment (Kurzfilm)

## Synchronsprecherin
- 2013: Tom Clancy’s Splinter Cell: Blacklist (Videospiel)
- 2016: Tom Clancy’s The Division (Videospiel)
- 2017: Tom Clancy’s Ghost Recon Wildlands (Videospiel)
- 2018: Assassin’s Creed Odyssey (Videospiel)
- 2019: Tom Clancy’s The Division 2 (Videospiel)
- 2020: Gods & Monsters (Videospiel)